# Wöpse
Wöpse è una frazione (Ortsteil) del comune di Bruchhausen-Vilsen, nel land della Bassa Sassonia, in Germania.

## Storia
Già comune autonomo nel circondario della contea di Hoya, fu soppresso e incorporato a Bruchhausen-Vilsen il 1º marzo 1974.